# Abba transversa
Genre
Espèce
Synonymes
- Araneus transversus Rainbow, 1912

Abba transversa, unique représentant du genre Abba, est une espèce d'araignées aranéomorphes de la famille des Araneidae.

## Distribution
Cette espèce est endémique d'Australie. Elle se rencontre au Queensland et en Nouvelle-Galles du Sud.

## Description
La carapace du mâle syntype mesure 1 mm de long sur 0,8 mm et l'abdomen 1 mm de long sur 0,9 mm. La femelle syntype appartient à Gea theridioides.
Le mâle décrit par Castanheira et Framenau en 2023 mesure 3,1 mm et la femelle 4,2 mm.

## Systématique et taxinomie
Cette espèce a été décrite sous le protonyme Araneus transversus par Rainbow en 1912. Elle est placée dans le genre Abba par Castanheira et Framenau en 2023.
Ce genre a été décrit par Castanheira et Framenau en 2023 dans les Araneidae.

## Publications originales
- Rainbow, 1912 : « Araneidae from the Blackall Ranges. » Memoirs of the Queensland Museum, vol. 1, p. 190-202.
- Castanheira & Framenau, 2023 : « Abba, a new monotypic genus of orb-weaving spiders (Araneae, Araneidae) from Australia. » Australian Journal of Taxonomy, vol. 7, no 1, p. 73-81.